# 25367 Cicek
25367 Cicek este un asteroid din centura principală de asteroizi.

## Descriere
25367 Cicek este un asteroid din centura principală de asteroizi. A fost descoperit pe 2 octombrie 1999 la Socorro, New Mexico, în cadrul proiectului LINEAR. Asteroidul prezintă o orbită caracterizată de o semiaxă mare de 2,47 ua, o excentricitate de 0,07 și o înclinație de 3,4° în raport cu ecliptica.